# Ленгби (Минесота)
Ленгби (енгл. Lengby) град је у америчкој савезној држави Минесота.

## Демографија
По попису из 2010. године број становника је 86, што је 7 (8,9%) становника више него 2000. године.
| Група             | 2000.      | 2010.      |
| Белци             | 78 (98,7%) | 79 (91,9%) |
| Афроамериканци    | 0 (0,0%)   | 0 (0,0%)   |
| Азијати           | 0 (0,0%)   | 0 (0,0%)   |
| Хиспаноамериканци | 0 (0,0%)   | 5 (5,8%)   |
| Укупно            | 79         | 86         |